# Zaire az 1992. évi nyári olimpiai játékokon
Zaire a spanyolországi Barcelonában megrendezett 1992. évi nyári olimpiai játékok egyik részt vevő nemzete volt. Az országot az olimpián 4 sportágban 17 sportoló képviselte, akik érmet nem szereztek.

## Atlétika
Férfi
| Versenyző                                                  | Versenyszám     | Előfutam         | Előfutam         | Előfutam         | Elődöntő | Elődöntő | Elődöntő | Döntő   | Döntő    |
| Versenyző                                                  | Versenyszám     | Idő              | Hely.            | Össz.            | Idő      | Hely.    | Össz.    | Idő     | Helyezés |
| ---------------------------------------------------------- | --------------- | ---------------- | ---------------- | ---------------- | -------- | -------- | -------- | ------- | -------- |
| Ilunga Kafila                                              | 800 m           | 1:57,73          | 8.               | 52.              | kiesett  | kiesett  | kiesett  | kiesett | kiesett  |
| Kaleka Mutoke                                              | 1500 m          | 3:53,71          | 10.              | 40.              | kiesett  | kiesett  | kiesett  | kiesett | kiesett  |
| Willy Kalombo                                              | 5000 m          | nem állt rajthoz | nem állt rajthoz | nem állt rajthoz |          |          |          | kiesett | kiesett  |
| Willy Kalombo                                              | Maraton         |                  |                  |                  |          |          |          | 2:23:47 | 50.      |
| Ilunga Kafila Luasa Batungile Kaleka Mutoke Shintu Kibambe | 4 × 400 m váltó | 3:21,91          | 8.               | 21.              |          |          |          | kiesett | kiesett  |

Női
| Versenyző      | Versenyszám | Előfutam | Előfutam | Előfutam | Negyeddöntő | Negyeddöntő | Negyeddöntő | Elődöntő | Elődöntő | Elődöntő | Döntő   | Döntő    |
| Versenyző      | Versenyszám | Idő      | Hely.    | Össz.    | Idő         | Hely.       | Össz.       | Idő      | Hely.    | Össz.    | Idő     | Helyezés |
| -------------- | ----------- | -------- | -------- | -------- | ----------- | ----------- | ----------- | -------- | -------- | -------- | ------- | -------- |
| Muyegbe Mubala | 100 m       | 12,76    | 8.       | 51.      | kiesett     | kiesett     | kiesett     | kiesett  | kiesett  | kiesett  | kiesett | kiesett  |
| Kungu Bakombo  | Maraton     |          |          |          |             |             |             |          |          |          | 3:29:10 | 37.      |

## Cselgáncs
Férfi
| Versenyző          | Versenyszám  | Selejtező                             | 32-es főtábla                             | Nyolcaddöntő                    | Negyeddöntő       | Elődöntő          | Vigaszág első kör            | Vigaszág nyolcaddöntő             | Vigaszág negyeddöntő | Vigaszág elődöntő | Bronz- mérkőzés   | Döntő             | Helyezés |
| Versenyző          | Versenyszám  | Ellenfél Eredmény                     | Ellenfél Eredmény                         | Ellenfél Eredmény               | Ellenfél Eredmény | Ellenfél Eredmény | Ellenfél Eredmény            | Ellenfél Eredmény                 | Ellenfél Eredmény    | Ellenfél Eredmény | Ellenfél Eredmény | Ellenfél Eredmény | Helyezés |
| ------------------ | ------------ | ------------------------------------- | ----------------------------------------- | ------------------------------- | ----------------- | ----------------- | ---------------------------- | --------------------------------- | -------------------- | ----------------- | ----------------- | ----------------- | -------- |
| Bosolo Mobando     | Légsúly      | Nonilobal Hien (BUR) · 1000-0000      | Ali Hejdar Ali Mohammed (KUW) · 0000-1000 | kiesett                         | kiesett           | kiesett           |                              |                                   |                      |                   |                   |                   | 23.      |
| Dikubenga Mavatiku | Harmatsúly   | Csák József (HUN) · 0000-1000         |                                           |                                 |                   |                   | Ivan Netov (BUL) · 0000-1000 | kiesett                           | kiesett              | kiesett           | kiesett           |                   | 17.      |
| Lusambu Mafuta     | Könnyűsúly   | José Maria de Jesús (ANG) · 1000-0000 | Stefan Dott (GER) · 0000-1000             |                                 |                   |                   |                              | Bruno Carabatta (FRA) · 0000-1000 | kiesett              | kiesett           | kiesett           |                   | 13.      |
| Musuyu Kutama      | Váltósúly    | Zsoldos Zsolt (HUN) · 0000-1000       | kiesett                                   | kiesett                         | kiesett           | kiesett           |                              |                                   |                      |                   |                   |                   | 34.      |
| Ilualoma Isako     | Középsúly    | erőnyerő                              | André Mayounga (CAF) · 1000-0000          | Andrés Franco (CUB) · 0000-1000 | kiesett           | kiesett           |                              |                                   |                      |                   |                   |                   | 17.      |
| Mamute Mbonga      | Félnehézsúly | erőnyerő                              | Aurélio Miguel (BRA) · 0000-0001          | kiesett                         | kiesett           | kiesett           |                              |                                   |                      |                   |                   |                   | 17.      |

## Kerékpározás

### Országúti kerékpározás
Férfi
| Versenyző          | Versenyszám   | Idő           | Helyezés      |
| ------------------ | ------------- | ------------- | ------------- |
| Mobange Amisi      | Mezőnyverseny | nem ért célba | nem ért célba |
| Selenge Kimoto     | Mezőnyverseny | nem ért célba | nem ért célba |
| Ndjibu N'Golomingi | Mezőnyverseny | nem ért célba | nem ért célba |

## Ökölvívás
| Versenyző         | Versenyszám | Selejtező         | Nyolcaddöntő              | Negyeddöntő       | Elődöntő          | Döntő             | Helyezés |
| Versenyző         | Versenyszám | Ellenfél Eredmény | Ellenfél Eredmény         | Ellenfél Eredmény | Ellenfél Eredmény | Ellenfél Eredmény | Helyezés |
| ----------------- | ----------- | ----------------- | ------------------------- | ----------------- | ----------------- | ----------------- | -------- |
| Mohamed Siluvangi | Középsúly   | erőnyerő          | Chris Johnson (CAN) · RSC | kiesett           | kiesett           | kiesett           | 9.       |

RSC - a játékvezető megállította a mérkőzést